# Tigrefolket
Tigrefolket är en etnisk grupp som huvudsakligen bor i nordvästra Eritreas lågland och i östra Sudan. De är nära besläktade med tigreaner och beja, och talar tigrespråket som tillhör den semitiska grenen av den afroasiatiska familjen. Omkring 99 procent av tigrefolket är muslimer.